# Ptychosperma ramosissimum
Ptychosperma ramosissimum är en enhjärtbladig växtart som beskrevs av Frederick Burt Essig. Ptychosperma ramosissimum ingår i släktet Ptychosperma och familjen Arecaceae. Inga underarter finns listade i Catalogue of Life.